# Vlad Ivanov
Vlad Ivanov, właśc. Vladimir Ivanov (ur. 4 sierpnia 1969 w Botoszanach) – rumuński aktor filmowy, teatralny i telewizyjny. Wywodzi się z rodziny rosyjskich starowierców, tzw. Lipowan.

## Życiorys
Jeden z najbardziej charakterystycznych aktorów europejskiego kina pierwszych dwóch dekad XXI w., w swojej karierze wystąpił w ponad 50 filmach i serialach telewizyjnych.
Studiował aktorstwo na Akademii Teatralno-Filmowej w Bukareszcie. Międzynarodowe uznanie zyskał dzięki wyrazistym drugoplanowym rolom czarnych charakterów w czołowych filmach rumuńskiej nowej fali: 4 miesiące, 3 tygodnie i 2 dni (2007) Cristiana Mungiu, Policjant, przymiotnik (2009) Corneliu Porumboiu oraz Pozycja dziecka (2013) Călina Petera Netzera. Wszystkie te trzy kreacje, jak również w filmach Psy (2016) i Buntownicy z seminarium (2017), przyniosły Ivanovowi łącznie pięć Nagród Gopo, najważniejszych wyróżnień w rumuńskiej branży kinowej.
Dzięki tym sukcesom, jak również płynnej znajomości pięciu języków, Ivanov występuje z powodzeniem w produkcjach europejskich i amerykańskich. W jego filmografii odnajdziemy takie tytuły, jak m.in. Koncert (2009), We mgle (2012), Snowpiercer: Arka przyszłości (2013), Toni Erdmann (2016), Egzamin (2016), Schyłek dnia (2018), La Gomera (2019) czy Słudzy (2020).